# گردکانه (کنگاور)
گردکانه (کنگاور)، روستایی از توابع بخش مرکزی شهرستان کنگاور در استان کرمانشاه ایران است.
این روستا یکی از قدیمی ترین روستاهای منطقه می باشد

## جمعیت
این روستا در دهستان فش قرار دارد و براساس سرشماری مرکز آمار ایران در سال ۱۳۸۵، جمعیت آن ۱۹۵ نفر (۳۹خانوار) بوده‌است.